# Tragano
Tragano  este un oraș în Grecia în prefectura Elida.